# Onthophagus nigriceps
Onthophagus nigriceps là một loài bọ cánh cứng trong họ Bọ hung (Scarabaeidae).